# Ignatius Gronkowski
Ignatius Gronkowski (28 de março de 1897 — ? de setembro de 1981) foi um ciclista profissional olímpico estadunidense. Representou sua nação em três eventos nos Jogos Olímpicos de Verão de 1924.